# Smith Island, British Columbia
Smith Island är en ö i Kanada.   Den ligger i North Coast Regional District och provinsen British Columbia, i den sydvästra delen av landet, 3 900 km väster om huvudstaden Ottawa. Arean är 50 kvadratkilometer.
Terrängen på Smith Island är kuperad. Öns högsta punkt är 678 meter över havet. Den sträcker sig 9,0 kilometer i nord-sydlig riktning, och 8,8 kilometer i öst-västlig riktning.
I omgivningarna runt Smith Island växer i huvudsak barrskog. Trakten runt Smith Island är nära nog obefolkad, med mindre än två invånare per kvadratkilometer.